# ديفيد أدجاي
السير ديفيد فرانك أدجاي (بالإنجليزية: David Adjaye)‏، الحاصل على رتبة الإمبراطورية البريطانية وخريج الأكاديمية الملكية للفنون (ولد في سبتمبر عام 1966)، هو مهندس معماري بريطاني. عُرف بتصميم العديد من المباني البارزة حول العالم، بما في ذلك المتحف الوطني لتاريخ الأمريكيين الأفارقة وثقافتهم في العاصمة واشنطن، وكلية موسكو للإدارة سكولكوفو.
ولد أدجاي في دار السلام، تنزانيا. كان ابن دبلوماسي غاني، عاش في تنزانيا ومصر واليمن ولبنان قبل أن ينتقل إلى بريطانيا في سن التاسعة. بعد حصوله على درجة البكالوريوس في الهندسة المعمارية من جامعة لندن ساوث بانك في عام 1990، رُشح لجوائز ميداليات ريبا للطلاب، وفاز بميدالية ريبا البرونزية لأفضل مشروع تصميم أُنتج على مستوى درجة البكالوريوس في جميع أنحاء العالم. تخرج بدرجة ماجستير عام 1993 من الكلية الملكية للفنون.

## مشاريعه الأولى
في عام 1993، وهو العام ذاته الذي تخرج فيه، فاز أدجاي بجائزة ميداليات ريبا للطلاب، وهي جائزة تُمنح لمشاريع الجزء الأول من ريبا، ويفوز بها عادةً الطلاب الذين أكملوا درجة البكالوريوس فحسب. عمل سابقًا مدرس وحدة في مدرسة الرابطة المعمارية، وكان أيضًا محاضرًا في الكلية الملكية للفنون. بعد فترات عمل قصيرة جدًا مع الاستوديوهات المعمارية التابعة لدافيد تشيبرفيلد (لندن) وإدواردو سوتو دي مورا (بورتو)، أسس أدجاي مكتبًا مع ويليام راسل في عام 1994 سُمي أدجاي آند راسل، ومقره شمال لندن. تفكك هذا المكتب في عام 2000 وأنشأ أدجاي استوديو باسمه في هذه الفترة.
قُدم أول معرض فردي للاستوديو بعنوان ديفيد أدجاي: ميكينغ بابليك بيلدينغز، في معرض وايت تشابل في لندن في يناير عام 2006، ونشرت دار ثايمز & هادسن الكتالوغ الذي يحمل نفس الاسم. حدث ذلك بعد نشر كتاب أدجاي الأول، ديفيد أدجاي هاوسز في عام 2005.

### عمليات الشركة
في فبراير عام 2009، أجبر إلغاء أو تأجيل أربعة مشاريع في أوروبا وآسيا الشركة على الدخول في اتفاق شركة طوعي، وهو صفقة لدرء إجراءات الإعسار لمنع الانهيار المالي عن طريق إعادة جدولة الديون -المقدرة بنحو مليون جنيه إسترليني- إلى الدائنين.

### المتحف الوطني لتاريخ الأمريكيين الأفارقة
في 15 أبريل عام 2009، اختير أدجاي عضوًا في فريق المهندسين المعماريين، الذي ضم شركات مثل فريلون غروب وديفيس برودي بوند وسميثغروب، لتصميم المتحف الوطني الجديد لتاريخ وثقافة الأمريكيين الأفارقة بقيمة 500 مليون دولار، وهو متحف تابع لمؤسسة سميثسونيان، على منتزه ناشونال مول في واشنطن العاصمة. يتميز تصميمه بزخارف تاجية منحوتة على طريقة شعب يوروبا.

### اللجان الأخرى
إلى جانب لجانه الدولية، يمتد عمل أدجاي إلى المعارض والمنازل الخاصة ومشاريع التعاون الفني. بنى عدة منازل للمصمم ألكسندر ماكوين والفنان جيك تشابمان والمصور جويرجين تيلير والممثل إيوان مكريغور والفنانين تيم نوبل وسو ويبستر. عمل للفنان كريس أوفيلي، وصممم له استوديو جديدًا ومنزلًا على الشاطئ في بورت أوف سبين، ترينيداد. عمل مع كريس أوفيلي لتصميم بيئة تنصيبية، بعنوان ذا أبر روم، والتي استحوذ عليها لاحقًا متحف تيت بريطانيا وسببت جدال إعلامي على الصعيد الوطني. تعاون أدجاي مع الفنان أولافور إلياسون لإنشاء تنصيبية ضوئية، يور بلاك هورايزون، في بينالي البندقية عام 2005. عمل أيضًا في المشروع الفني سانكالبا مع المخرج شيكار كابور.
شارك أدجاي في تأليف موسمين من المسلسل التلفزيوني على محطة بي بي سي، دريمسبيسز، وكان المضيف في برنامج راديو على بي بي سي. في يونيو عام 2005، قدم الفيلم الوثائقي بيلدينغ أفريكا: أركيتيكتشور أوف أ كونتينينت.
كما قام أدجاي بتصميم بيت العائلة الإبراهيمية في أبو ظبي في الإمارات العربية المتحدة وافتتح المبنى في 2023

## روابط خارجية
- ديفيد أدجاي على موقع الموسوعة البريطانية (الإنجليزية)
- ديفيد أدجاي على موقع مونزينجر (الألمانية)